# 12522 Rara
12522 Rara è un asteroide della fascia principale. Scoperto nel 1998, presenta un'orbita caratterizzata da un semiasse maggiore pari a 2,2660351 UA e da un'eccentricità di 0,1415233, inclinata di 3,09783° rispetto all'eclittica.